# CS Independiente Rivadavia
CS Independiente Rivadavia is een Argentijnse voetbalclub uit Mendoza. De club werd opgericht op 24 januari 1913. De club is actief op het tweede niveau.